# Louis George Gregory
Louis George Gregory (Charleston, 6 giugno 1874 – Eliot, 30 luglio 1951) è stato un avvocato statunitense, eminente membro e insegnante della Fede bahai, la religione fondata da Bahá'u'lláh, nominato postumo, nel 1951, Mano della Causa da Shoghi Effendi.

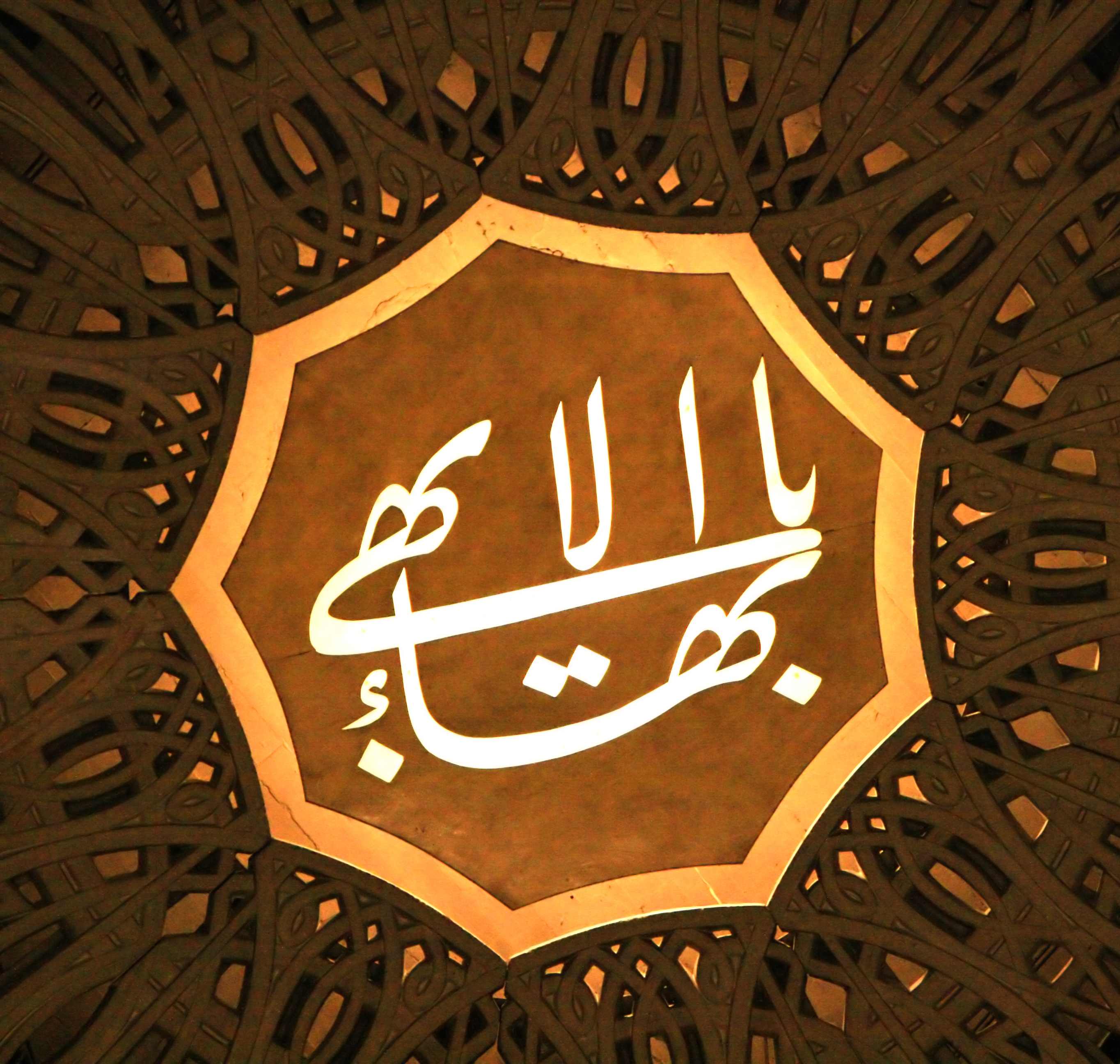
Il più grande nome

Gregory studiò legge alla Howard University di Washington, presso cui si diplomò nel marzo 1902. Dopo una breve esperienza professionale come avvocato, iniziò nel 1906 a lavorare per il Dipartimento del Tesoro degli Stati Uniti, attività che tuttavia abbandonò nel 1909 per tornare alla professione di avvocato.

## Baha'i
Ebbe delle prime notizie sulla Fede bahai dall'amico Thomas H. Gibbs, un non bahai, e successivamente approfondì tale avvincente tema con l'aiuto di Lua Getsinger, una bahai, e poi altri bahai che via via conobbe.
Confermatosi nella fede, di cui si dichiarò credente nel 1909, iniziò a viaggiare e a organizzare incontri dedicati all'insegnamento della Religione bahai e dei suoi principi sull'unità del genere umano. Entrò in contatto epistolare con 'Abdu'l-Bahá, che lo spronò, manifestandogli di avere grandi aspettative sulla sua attività divulgativa del nuovo credo.
Nel 1910  si recò a Richmond, Durham, North Carolina, Charleston, South Carolina e Macon (Georgia) per insegnare i principi della Fede bahai.
Partecipò alla prima amministrazione bahai e nel febbraio 1911 fu eletto al comitato di lavoro dell'Assemblea spirituale bahai di Washington, il primo afroamericano a ricoprire tale ruolo.
Il 25 marzo 1911, su suggerimento di `Abdu'l-Bahá, Gregory si recò, via New York ed Europa, in Egitto e in Palestina per compiere il Pellegrinaggio bahai.
In Palestina, Gregory incontrò 'Abdu'l-Bahá e Shoghi Effendi, visitò il Mausoleo di Bahá'u'lláh e quello del Báb.
Dopo la Palestina, andò in Germania, quindi rientrò negli USA dove continuò i suoi viaggi d'insegnamento bahai, particolarmente negli Stati del sud, divulgando, assieme agli altri, i principi bahai sull'unità razziale.
Sposò Louisa Matthew, una bahai bianca, con cui formò la prima coppia bahai interrazziale.
Nel 1912, durante la visita di `Abdu'l-Bahá negli Stati Uniti, organizzò per lui degli incontri presso la Howard University.
Il 30 aprile 1912 fu il primo afroamericano a esser eletto membro della prima organizzazione amministrativa bahai americana, e, successivamente, fu ancora il primo afroamericano a essere eletto membro dell'Assemblea spirituale nazionale d'America e Canada, nella quale fu rieletto anche nel 1922, 1924, 1927, 1932, 1934 e 1946.
Durante questi anni viaggiò anche in Africa e ad Haiti, sempre per diffondere la Fede bahai.
Louis George Gregory morì il 30 luglio 1951, fu sepolto nel Green Acre, presso la scuola bahai di Eliot. Fu nominato, postumo, Mano della Causa da Shoghi Effendi.